# 사샤 일리치
사샤 일리치(세르비아어: Saša Ilić, 1977년 12월 30일 ~ )는 세르비아의 전 축구 선수이다. 포지션은 공격형 미드필더이다. 파르티잔에서 10년 이상 활약하는 동안 수많은 우승을 함께하여 팀의 전설적인 선수로 여겨지고 있다.

## 축구인 경력

### 선수 경력
FK 파르티잔 입단 초기 등번호 1번을 배정받았으나 이후 22번으로 바꾸어 달고 활약하였다. 2005년 갈라타사라이로 이적하기 전까지 10년 가까이 파르티잔에서 활약하였으며 2004년엔 셀타 비고로 6개월 간 임대되기도 하였다. 로타어 마테우스 감독이 지휘하던 때에는 수비적인 역할을 수행하기도 하였으나 큰 성과를 거두지는 못하였다. 파르티잔에서 활약하는 동안 5회의 리그 우승에 기여하였다.
2005년 여름 갈라타사라이로 이적하였다. 갈라타사라이는 그에게 에이스를 상징하는 등번호 10번을 제안하였으나 그는 파르티잔에서 활약하던 때의 등번호인 22번을 고수하였다. 리그 데뷔전에서 2골을 터뜨린 일리치는 이적 후 첫 시즌 리그 12골을 기록하며 득점 랭킹 3위에 오르는 맹활약을 펼쳤다. 다음 시즌인 2006-07 시즌 초반 4경기에서 5골을 터뜨리며 순조로운 출발을 보였으며 2006-07 UEFA 챔피언스리그 조별 예선에서도 리버풀, PSV 에인트호번 등을 상대로 골을 터뜨렸다.
2007년 파르티잔 시절 감독이었던 마테우스의 부름을 받고 잘츠부르크로 이적하였다. 하지만 마테우스 감독이 거의 비슷한 시기에 감독직에서 물러나며 주전 경쟁에서 밀려나 3시즌 간 34경기 출장에 그쳤다.
2010년 1월 22일 CFR 클루지, FC 바젤 등의 제의를 거절하고 그의 원 소속팀인 파르티잔으로 복귀하였다.